# Dualità di Shur-Weyl
La dualità di Schur-Weyl è un teorema studiato in teoria delle rappresentazioni che mette in relazione le rappresentazioni irriducibili di dimensione finita del gruppo generale lineare e del gruppo simmetrico . Eredita il nome da due importanti figure di rilievo nello studio della teoria delle rappresentazioni dei gruppi di Lie, Issai Schur, che scoprì il fenomeno, e Hermann Weyl, che lo rese popolare nei suoi libri sulla meccanica quantistica e sui gruppi classici come un modo per classificare le rappresentazioni di gruppi lineari unitari e generali.
La dualità di Schur-Weyl può essere dimostrata mediante il Teorema del doppio centralizzatore.

## Descrizione
La dualità di Schur-Weyl presenta una struttura tipica nella teoria delle rappresentazioni, in cui sono coinvolti due tipi di simmetria che si determinano a vicenda. Consideriamo lo spazio tensoriale
{\displaystyle {(\mathbb {C} ^{n})}^{\otimes k}:=\mathbb {C} ^{n}\otimes \mathbb {C} ^{n}\otimes \cdots \otimes \mathbb {C} ^{n}} con k fattori .
È possibile definire un'azione del gruppo simmetrico {\displaystyle S_{k}} su questo spazio (a sinistra) permutando i fattori, ovvero
{\displaystyle \sigma (v_{1}\otimes v_{2}\otimes \cdots \otimes v_{k})=v_{\sigma ^{-1}(1)}\otimes v_{\sigma ^{-1}(2)}\otimes \cdots \otimes v_{\sigma ^{-1}(k)}.}
Al tempo stesso, anche il gruppo lineare generale {\displaystyle GL_{n}(\mathbb {C} )} di matrici n × n invertibili può agire su tale spazio mediante la moltiplicazione di matrici (a sinistra), tale che
{\displaystyle g(v_{1}\otimes v_{2}\otimes \cdots \otimes v_{k})=gv_{1}\otimes gv_{2}\otimes \cdots \otimes gv_{k},\quad g\in {\text{GL}}_{n}.}
Si può facilmente osservare che queste due azioni commutano fra loro e, concretamente, la dualità Schur-Weyl afferma che sotto l'azione congiunta dei gruppi {\displaystyle S_{k}} e {\displaystyle GL_{n}(\mathbb {C} )} lo spazio tensoriale si decompone nella somma diretta di prodotti tensoriali di moduli irriducibili (per questi due gruppi) che in realtà si determinano a vicenda,
{\displaystyle \mathbb {C} ^{n}\otimes \mathbb {C} ^{n}\otimes \cdots \otimes \mathbb {C} ^{n}=\bigoplus _{D}\pi _{k}^{D}\otimes \rho _{n}^{D}.}
Gli addendi della somma diretta sono indicizzati sui diagrammi di Young D formati da k caselle e al più n righe. I moduli {\displaystyle \pi _{k}^{D}} di {\displaystyle S_{k}}, che nella teoria sono chiamati rappresentazioni irriducibili, sono non isomorfi fra loro al variare di D, e ciò vale anche per le rappresentazioni irriducibili  {\displaystyle \rho _{n}^{D}} di {\displaystyle GL_{n}(\mathbb {C} )} .
L'enunciato più formale della dualità di Schur-Weyl afferma che le due algebre di operatori su {\displaystyle {(\mathbb {C} ^{n})}^{\otimes k}} generate dalle azioni di {\displaystyle S_{k}} e {\displaystyle GL_{n}(\mathbb {C} )} si centralizzano l'un l'altra nell'algebra degli endomorfismi {\displaystyle \mathrm {End} _{\mathbb {C} }(\mathbb {C} ^{n}\otimes \mathbb {C} ^{n}\otimes \cdots \otimes \mathbb {C} ^{n}).}

## Esempio
Supponiamo che {\displaystyle k=2,n>1}. Per la dualità di Schur-Weyl, ricordando che le rappresentazioni irriducibili di {\displaystyle S_{2}} sono la rappresentazione banale e la rappresentazione segno, lo spazio dei due tensori si decompone in potenza simmetrica e potenza esterna, ciascuna delle quali è un modulo irriducibile per  {\displaystyle GL_{n}(\mathbb {C} )}:
{\displaystyle \mathbb {C} ^{n}\otimes \mathbb {C} ^{n}=S^{2}\mathbb {C} ^{n}\oplus \Lambda ^{2}\mathbb {C} ^{n}.}
Il gruppo simmetrico S 2 è infatti costituito da due elementi e ha due rappresentazioni irriducibili. La rappresentazione banale dà origine al prodotto simmetrico, i cui elementi sono invarianti (cioè non cambiano) per permutazione dei fattori, mentre la rappresentazione segno dà luogo al prodotto esterno, i cui elementi cambiano di segno se trasposti.

## Dimostrazione
Innanzitutto si considerino le seguenti ipotesi:
- Sia G un gruppo finito ,
- {\displaystyle A=\mathbb {C} [G]} l'algebra gruppo di G ,
- {\displaystyle U} un A-modulo destro di dimensione finita
- {\displaystyle B=\operatorname {End} _{A}(U)}, che agisce su U da sinistra e commuta con l'azione destra di A. In altre parole, {\displaystyle B} è il centralizzatore di {\displaystyle A} nell'anello di endomorfismi {\displaystyle \operatorname {End} (U)} .

La dimostrazione utilizza due lemmi algebrici.
Lemma 1: Se {\displaystyle W} è un {\displaystyle A}-modulo sinistro semplice, allora {\displaystyle U\otimes _{A}W} è un {\displaystyle B}-modulo sinistro semplice.
Dimostrazione : U è semisemplice, dunque per il teorema di Maschke, esiste una decomposizione {\displaystyle U=\bigoplus _{i}U_{i}^{\oplus m_{i}}} in {\displaystyle A}-moduli semplici . Allora {\displaystyle U\otimes _{A}W=\bigoplus _{i}(U_{i}\otimes _{A}W)^{\oplus m_{i}}} . Se osserviamo {\displaystyle A} come {\displaystyle A}-rappresentazione su sé stessa, mediante la rappresentazione regolare sinistra, sappiamo che ogni {\displaystyle A}-modulo semplice compare nella decomposizione di {\displaystyle A}, dunque abbiamo che {\displaystyle U_{i}\otimes _{A}W=\mathbb {C} } se e solo se {\displaystyle U_{i},W} sono isomorfi allo stesso fattore semplice, mentre  {\displaystyle U_{i}\otimes _{A}W=0} altrimenti. 
Di conseguenza si ha che {\displaystyle U\otimes _{A}W=(U_{i_{0}}\otimes _{A}W)^{\oplus m_{i_{0}}}=\mathbb {C} ^{\oplus m_{i_{0}}}}, in cui {\displaystyle U_{i_{0}}\cong W} è un isomorfismo di {\displaystyle A}-moduli (semplici). Ora, ricordando che {\displaystyle B} agisce a sinistra su {\displaystyle U}, è facile vedere che ogni vettore diverso da zero in {\displaystyle \mathbb {C} ^{\oplus m_{i_{0}}}} genera l'intero spazio se osserviamo {\displaystyle U\otimes _{A}W} come {\displaystyle B}-modulo sinistro, dunque, è semplice.  {\displaystyle \blacksquare }
Lemma 2: Sia {\displaystyle U=V^{\otimes d}} e{\displaystyle G=S_{n}} il gruppo simmetrico. Un sottospazio di {\displaystyle U} è un {\displaystyle B}-sottomodulo sinistro se e solo se è invariante sotto l'azione sinistra di {\displaystyle GL(V)}; detto in altri termini, un {\displaystyle B}-sottomodulo di {\displaystyle U} è un {\displaystyle GL(V)}-modulo.
Dimostrazione : Scegliamo {\displaystyle W:=\operatorname {End} (V)} . È possibile immergere{\displaystyle W\hookrightarrow \operatorname {End} (U)}, mediante la relazione {\displaystyle w\mapsto w^{d}=d!w\otimes \cdots \otimes w}. Inoltre, si può verificare che l'immagine di {\displaystyle W} genera il sottospazio dei tensori simmetrici {\displaystyle \operatorname {Sym} ^{d}(W)} . Dal momento che, per costruzione, {\displaystyle B=End_{S_{n}}(V^{\otimes d})=\operatorname {Sym} ^{d}(W)}, l'immagine di {\displaystyle W} genera {\displaystyle B} . Dal momento che {\displaystyle \operatorname {GL} (V)} è denso in {\displaystyle End(V)=W} sia nella topologia euclidea che nella topologia di Zariski, segue l'asserzione. {\displaystyle \blacksquare }
Siamo pronti a mostrare la dualità Schur-Weyl. 
Sia nuovamente {\displaystyle G=S_{d}} il gruppo simmetrico,  {\displaystyle U=V^{\otimes d}} la d -esima potenza tensoriale di uno spazio vettoriale su {\displaystyle \mathbb {C} } di dimensione finita.
Siano {\displaystyle V^{\lambda }} i moduli Specht, ovvero le {\displaystyle S_{d}}-rappresentazioni irriducibili, indicizzati sulle partizioni {\displaystyle \lambda } di d e sia {\displaystyle m_{\lambda }=\dim V_{\lambda }}. 
Il Lemma 1 ci garantisce che 
{\displaystyle S^{\lambda }(V):=V^{\otimes d}\otimes _{{\mathfrak {S}}_{d}}V^{\lambda }}
è un {\displaystyle GL(V)}-modulo semplice. Inoltre, presa la decomposizione in rappresentazioni irriducibili per {\displaystyle A=\bigoplus _{\lambda }(V_{\lambda })^{\bigoplus m_{\lambda }}}, si ha che:
{\displaystyle V^{\otimes d}=V^{\otimes d}\otimes _{A}A=\bigoplus _{\lambda }(V^{\otimes d}\otimes _{S_{d}}V^{\lambda })^{\oplus m_{\lambda }}} ,
e questa è la decomposizione di {\displaystyle V^{\otimes d}} come a {\displaystyle \operatorname {GL} (V)} -modulo.

## Generalizzazioni
L'algebra di Brauer prende il posto del gruppo simmetrico nella generalizzazione della dualità di Schur-Weyl per gruppi simplettici e ortogonali.
Ancora più in generale, l'algebra di partizione e le sue sottoalgebre generano ulteriori generalizzazioni della dualità di Schur-Weyl.

## Argomenti Correlati
- Rappresentazione dei gruppi
- Gruppo Simmetrico
- Prodotto Tensoriale